# Paul Arku
Paul Arku, né le 3 novembre 1947 à Liège et décédé à Woluwe-Saint-Lambert dans la nuit du 24 au 25 décembre 2011, était un homme politique belge.

## Biographie
Élu conseiller communal d'Evere en octobre 2000 sur la liste du parti d'extrême droite Vlaams Blok, il quitte ce parti en 2004 parce que, selon ses déclarations à la presse, ce francophone aurait tardivement découvert que le VB prônait le séparatisme flamand. Quelques semaines plus tard il est élu député bruxellois aux élections de juin 2004 sous l'étiquette du Front national, un autre parti d'extrême droite, mais hostile au séparatisme flamand. Sept mois plus tard, il fait partie des dissidents du FN qui tentent d'en écarter son président-fondateur Daniel Féret et, en fin de compte, il fait scission et crée un nouveau parti d'extrême droite, "Force nationale", avec d'autres anciens du FN dont le sénateur Francis Detraux et l'ex-député régional bruxellois Juan Lemmens (1995-1999), initiateur en 1997 d'une autre scission d'extrême droite du FN baptisée "Parti social démocrate".
Paul Arku se présentera sur les listes du Front National, aux élections du 13 juin 2010.
Hospitalisé depuis de nombreuses semaines en raison d'une grave déficience du cœur, il était en attente d'une greffe cardiaque. Il est décédé à l'hôpital Saint-Luc dans la nuit du 24 au 25 décembre 2011.